# SportAccord
SportAccord ist seit 2023 die zentrale Dachorganisation der Sportverbände weltweit. Ihre Mitglieder sind vier Verbände, die verschiedene Gruppierungen repräsentieren:
- die Association of Summer Olympic International Federations (ASOIF), Vereinigung der olympischen Sommersport-Verbände;
- die Association of International Olympic Winter Sports Federations (AIOWF), Vereinigung der olympischen Wintersport-Verbände;
- die Association of IOC Recognised International Sports Federations (ARISF), Vereinigung sonstiger vom IOC anerkannten Sportverbände;
- die Alliance of Independent Recognised Members of Sport (AIMS), Vereinigung von nicht vom IOC anerkannten Sportverbänden.

Laut den Statuten hat die ASOIF in der Generalversammlung wie im Exekutivkomitee drei Stimmen, AIOWF und ARISF haben je zwei und AIMS eine Stimme. Sitz von SportAccord ist Lausanne, ihr Präsident ist Uğur Erdener (Stand 2024).

## Geschichte
SportAccord wurde 2003 gemeinsam von ASOIF, AIOWF und der Global Association of International Sports Federations (GAISF) aus der Taufe gehoben als gemeinsame jährliche Konferenz und Forum für den Austausch zwischen Sportverbänden. Von 2009 bis 2017 nutzte die GAISF den Markennamen SportAccord auch als Eigenbezeichnung. 2022 beschloss die GAISF, sich aufzulösen und ihre Aufgaben einem umzustrukturierenden SportAccord-Verband zu übertragen. Nach der endgültigen Auflösung der GAISF nahm SportAccord ARISF und AIMS als Mitglieder auf und revidierte im November 2023 dementsprechend ihre Statuten. Anders als in der GAISF sind die Fachsportverbände also nicht direkt in SportAccord vertreten, sondern über ihre jeweiligen Dachverbände.

## Aufgaben
Neben der Interessenvertretung ihrer Mitglieder und der jährlichen Ausrichtung einer Konferenz soll SportAccord AIMS bei der Aufnahme neuer Verbände beraten und in Abstimmung mit dem IOC diverse Multisport-Veranstaltungen organisieren. Dazu gehören die World Urban Games, die World Mind Games und die World Combat Games.